# 厄氏隱帶麗魚
厄氏隱帶麗魚，為輻鰭魚綱鱸形目隆頭魚亞目慈鯛科的其中一種，分布於南美洲秘魯Madre de Dios河流域，體長可達4.1公分，棲息在溪流及沼澤，生活習性不明。

## 擴展閱讀
維基物種上的相關：厄氏隱帶麗魚